# D.O. (cantante)
D.O., pseudonimo di Doh Kyung-soo (도경수?; Goyang, 12 gennaio 1993), è un cantante e attore sudcoreano.
Ha esordito nel 2012 come membro degli EXO; dal 2014 svolge parallelamente anche la carriera di attore, vincendo nel 2017 il premio Best New Actor ai trentottesimi Blue Dragon Film Awards.

## Biografia
Nasce a Goyang nella provincia di Gyeonggi, Corea del Sud, nel 1993. Frequenta la Goyang Poongsan Elementary School, la Baekshin Middle School e la Baekseok High School. Ha un fratello maggiore, Do Seung-soo, di tre anni più grande.
Sin dalle elementari dimostra interesse per il canto partecipando a svariate competizioni canore per tutta la durata dei suoi studi. Durante gli ultimi anni del liceo, partecipa alle selezioni per la SM Entertainment esibendosi con Anticipation di Na Yoon-kwon e My Story dei Brown Eyed Soul diventando così un trainee nell'agenzia.
Viene annunciato formalmente come ottavo membro degli EXO il 30 gennaio 2012, debuttando l'8 aprile dello stesso anno con l'EP Mama.
Come attore esordisce nel 2014 con un ruolo di supporto nel film di denuncia sociale Cart. Lo stesso anno il film viene presentato al Toronto International Film Festival e l'attore presta la voce per Crying Out, nella colonna sonora ufficiale del film. Recita poi nelle serie TV Gwaenchanh-a, sarang-i-ya e Hello Monster, che gli valgono entrambi successo di critica. Nel 2016 lavora come doppiatore al film d'animazione Underdog: il protagonista Moongchi, un cane randagio separato dal proprio padrone, viene basato sulle fattezze dell'attore. Seguono il film Sunjeong (Pure Love/Unforgettable) e il web drama Positive Physique, prodotto dalla Samsung. Nel 2017 vince un Blue Dragon Film Award come Miglior nuovo attore per il film Hyeong (My Annoying Brother) per la sua interpretazione di un lottatore di Judo affetto da cecità. Nel 2017 recita nel comedy thriller Room No. 7 e nel blockbuster Along With the Gods: The Two Worlds. Il 2018 lo vede impegnato nella commedia romantica Baeg-ir-ui nanggunnim e in Swing Kids, pellicola su un soldato nordcoreano che si innamora del tip tap nel bel mezzo della Guerra di Corea e del suo caos, per il quale l'attore ha realmente imparato la tap dance.
Il 18 ottobre 2023 è stato confermato dalla SM Entertainment che D.O. non aveva rinnovato il proprio contratto con essa. È quindi entrato a far parte dell'agenzia Company SooSoo, fondata insieme al suo manager di lunga data Nam Kyung-soo. È rimasto comunque negli EXO.

## Discografia

### Solista
EP
- 2021 – Empathy
- 2023 - Somebody

Singoli
- 2014 – Tell Me What Is Love
- 2016 – Tell Me (What Is Love) (con Yoo Young-jin)
- 2019 – That's okay
- 2021 – Rose
- 2022 - Bite (OST)
- 2023 - I Do
- 2023 - Somebody

## Filmografia

### Cinema
- I AM., regia di Choi Jin-seong - documentario (2012)
- Cart (카트), regia di Boo Ji-young (2014)
- SMTown: The Stage, regia Bae Sung-sang - documentario (2015)
- Sunjeong (순정), regia di Lee Eun-hee (2016)
- Hyeong (형), regia di Kwon Soo-kyung (2016)
- Room No. 7 (7호실), regia di Lee Yong-seung (2017)
- Along with the Gods: The Two Worlds (신과함께-죄와 벌), regia di Kim Yong-hwa (2017)
- Along with the Gods: The Last 49 Days (신과함께-인과 연), regia di Kim Yong-hwa (2018)
- Swing Kids (스윙키즈), regia di Kang Hyeong-cheol (2018)
- The Moon (더문), regia di Kim Yong-hwa (2023)

### Televisione
- To the Beautiful You (아름다운 그대에게) – serie TV, episodio 2 (2012)
- Gwaenchanh-a, sarang-i-ya (괜찮아, 사랑이야?) – serie TV (2014)
- Uri yeopjib-e Exoga sanda (우리 옆집에 EXO가 산다?) – serie TV (2015)
- Neoreul gi-eokhae (너를 기억해) – serie TV, episodi 1-3, 5-6, 8, 10-16 (2015)
- Be Positive (긍정이 체질) – serie TV (2016)
- Baeg-ir-ui nanggunnim (백일의 낭군님) – serie TV (2018)
- Eun-ju-ui bang (은주의 방) – serie TV, episodio 11 (2019)
- Beyond Live: EXO's Travel the World on a Ladder (비욘드 라이브 더 무비 : EXO의 사다리 타고 세계여행 3) (2022)
- Bad Prosecutor (진검승부) – serie TV (2022)